# Parazitizam
Parazitizam (grč. παράσιτος = čankoliz, ulizica), tip simbiotskog odnosa između organizama različitih vrsta u kojem jedan organizam, parazit, ima koristi na štetu nositelja (domaćina).
Paraziti su općenito mnogo manji od svojih nositelja, pokazuju visok stupanj specijalizacije za svoj način života i reproduciraju se brže i u većem broju u odnosu na svoje nositelje. Klasični primjeri parazitizma uključuju interakcije između vertebratnih nositelja i raznih životinja kao što su trakavice, metilji, plazmodijske vrste i muhe. Parazitizam se razlikuje od parazitoidizma, odnosa u kojem parazit poput moljaca, leptira, mrava, muha, čovjeka i drugih uvijek ubija svoga nositelja.
Šteta i korist u parazitskim interakcijama ovisi o biološkoj prilagodbi uključenih organizama. Paraziti reduciraju prilagodbu domaćina na mnogo načina čiji raspon ide od opće ili specijalne patologije (kao što je kastracija), oštećenja sekundarnih spolnih karakteristika do modifikacije ponašanja nositelja. Paraziti povećavaju svoju prilagodbu koristeći svoje nositelje kao hranu, stanište ili disperzno sredstvo.
Iako se koncept parazitizma primijenjuje jednoznačno na mnoge slučajeve u prirodi, najbolje je parazitizam smatrati dijelom kontinuuma tipova interakcija između vrsta umjesto nekakve ekskluzivne kategorije. Pojedine interakcije među vrstama mogu zadovoljavati neke ali ne sve dijelove definicije. U mnogim slučajevima teško je demonstrirati štetu na nositelju. U drugim pak slučajevima ne mora postojati očigledna specijalizacija što se tiče parazita ili interakcija među organizmima može biti kratkotrajna. U medicini parazitima se smatraju samo eukariotski organizmi uz isključenje bakterija i virusa. Neke grane biologije ipak smatraju članove ovih grupa parazitskima.

## Više informacija
- Dječja glista
- Humani paraziti
- Intestinalni parazit
- Makroparazit
- Mikoheterotrofija
- Patogen
- Parazitoidna osa
- Parazitska biljka
- Plasmodium
- Popis humanih parazitskih bolesti
- Popis parazita čovjeka
- Popis parazitskih organizama
- Simbioza
- Superparazitizam
- Teratologija
- The Extended Phenotype
- Toxoplasmosis
- Davisia diplocrepis